# Paul-Marie Guillaume
Paul-Marie Guillaume (ur. 31 października 1929 w Dunkierce) – francuski duchowny rzymskokatolicki, w latach 1984-2005 biskup Saint-Dié.

## Życiorys
29 czerwca 1954 został wyświęcony na diakona. Święcenia kapłańskie przyjął 9 kwietnia 1955. 29 października 1984 został mianowany biskupem Saint-Dié. Sakrę biskupią otrzymał 9 grudnia 1984. 14 grudnia 2005 przeszedł na emeryturę.